# Alive (album Meshuggah)
Alive – album DVD szwedzkiej grupy muzycznej Meshuggah. Wydawnictwo ukazało się 5 lutego 2010 roku nakładem wytwórni muzycznej Nuclear Blast. Nagrania zostały zarejestrowane pomiędzy 2008 a 2009 rokiem podczas tras koncertowych w Stanach Zjednoczonych, Kanadzie oraz Japonii.

## Twórcy
Opracowano na podstawie materiału źródłowego.
| - Jens Kidman – wokal prowadzący - Fredrik Thordendal – gitara prowadząca, wokal wspierający - Mårten Hagström – gitara rytmiczna, wokal wspierający - Dick Lövgren – gitara basowa - Tomas Haake – perkusja, oprawa graficzna, dizajn - Joey Korenman – oprawa graficzna, dizajn - Thomas Hedblom – inżynieria dźwięku - Lars Johansson – inżynieria dźwięku, realizacja nagrań | - Björn Engelmann – mastering audio - Daniel Bergstrand – miksowanie audio - Nathan Bice – miksowanie - Micke Sandström – zdjęcia - Chris O'Coin – montaż obrazu - Ian McFarland – reżyseria, produkcja, montaż - Riki Sano – creativeman - Fredrik Haake – światła |

## Lista utworów
Opracowano na podstawie materiału źródłowego.
| DVD |
| --- |
| 1. "Begin" - 01:14 2. "Perpetual Black Second" - 04:32 3. "Twenty Two Hours" - 01:05 4. "Pravus" - 05:21 5. "Dissemination" - 03:39 6. "Bleed" - 07:55 7. "Ritual" - 01:14 8. "New Millenium Cyanide Christ" - 04:57 9. "Cleanse" - 01:05 10. "Stengah" - 05:56 11. "The Mouth Licking What You've Bled" - 03:25 12. "Machine" - 02:22 13. "Electric Red" - 06:02 14. "Solidarius" - 02:50 15. "Rational Gaze" - 05:35 16. "Moment" - 01:45 17. "Lethargica" - 05:52 18. "Communicate" - 01:13 19. "Combustion" - 04:16 20. "Humiliative" - 05:21 21. "Infinitum" - 01:47 22. "Straws Pulled At Random" - 05:05 23. "End" - 03:12 Bonus 1. "Bleed" - 4:58 (teledysk, reżyseria: Pat McMahill) 2. The Making Of "Bleed" - 8:28 (reżyseria: Chris O'Coin) 3. Micha Guitar Tour - 1:09 4. Tomas Drum Tour - 2:57 |

| Bonus CD |
| --- |
| 1. "Perpetual Black Second" - 04:32 2. "Electric Red" - 06:02 3. "Rational Gaze" - 05:35 4. "Pravus" - 05:21 5. "Lethargica" - 05:52 6. "Combustion" - 04:16 7. "Straws Pulled At Random" - 05:05 8. "New Millenium Cyanide Christ" - 04:57 9. "Stengah" - 05:56 10. "The Mouth Licking What You've Bled" - 03:25 11. "Humiliative" - 05:21 12. "Bleed" - 07:55 |